# West Haven–Sylvan
West Haven–Sylvan az Amerikai Egyesült Államok északnyugati részén, Oregon állam Multnomah és Washington megyéiben, a 26-os úttól északra elhelyezkedő statisztikai település. A 2010. évi népszámláláskor 8001 lakosa volt. Területe 6,9 km², melynek 100%-a szárazföld.

## Történet
Az 1847-ben ideérkező Nathan B. Jones 1850-ben a Tanner-patak torkolatánál egy Zion Town nevű közösséghez jelölt ki telkeket. Lehetséges, hogy a Zion-hegyről nevezte el. Mivel már volt két Zion Oregonban, egy lakó javaslatára Sylvan lett a végleges neve; a név Sylvanusnak, az erdők istenének a neve. A postahivatal 1890-től 1906-ig működött. A remeteként ismert Jones azt szerette volna, hogy települése legyen Oregon fővárosa. Egy 1894-es rablás során megölték. A postahivatal a mai Portland Multnomah megyei területén volt.

## Népesség

### 2010
A 2010-es népszámláláskor  8001 lakója, 3829 háztartása és 1947 családja volt. A népsűrűség 1159,6 fő/km2. A lakóegységek száma 4151, sűrűségük 601,6 db/km2. A lakosok 87,4%-a fehér, 1%-a afroamerikai, 0,3%-a indián, 6,3%-a ázsiai, 0,2%-a a Csendes-óceáni szigetekről származik, 1,5%-a egyéb, 3,3%-a pedig kettő vagy több etnikumú. A spanyol vagy latino származásúak aránya 4,1% (2,2% mexikói, 0,2% Puerto Ricó-i, 0,1% kubai, 1,6% egyéb spanyol vagy latino származású.)
A háztartások 18,9%-ában élt 18 évnél fiatalabb. 43,3% házas, 5,1% egyedülálló nő, 2,5% egyedülálló férfi, 49,2% pedig nem család. 36,6% egyedül élt; 8,9%-uk 65 éves vagy idősebb. Egy háztartásban átlagosan 2,06 személy élt; a családok átlagmérete 2,73 fő.
A medián életkor 40,8 év volt. Lakóinak 17,4%-a 18 évesnél fiatalabb, 7,5% 18 és 24 év közötti, 30,6%-uk 25 és 44 év közötti, 29,1%-uk 45 és 64 év közötti, 15,4%-uk pedig 65 éves vagy idősebb. A lakosok 48,9%-a férfi, 51,1%-a pedig nő.

### 2000
A 2000-es népszámláláskor   7147 lakója, 3395 háztartása és 1737 családja volt. A népsűrűség 1035,8 fő/km2. A lakóegységek száma 3572, sűrűségük 517,7 db/km2. A lakosok 89,5%-a fehér, 1,2%-a afroamerikai, 0,5%-a indián, 5,4%-a ázsiai, 0,1%-a a Csendes-óceáni szigetekről származik, 1,1%-a egyéb-, 2,3%-a pedig kettő vagy több etnikumú. A spanyol vagy latino származásúak aránya 2,8% (1,7% mexikói, 0,1% Puerto Ricó-i, 0,1% kubai, 1% pedig egyéb spanyol/latino származású.)
A háztartások 20,5%-ában élt 18 évnél fiatalabb. 44,3% házas, 4,8% egyedülálló nő; 48,8% pedig nem család. 36,6% egyedül élt; 7,2%-uk 65 éves vagy idősebb. Egy háztartásban átlagosan 2,09 személy élt; a családok átlagmérete 2,81 fő.
Lakóinak 19,6%-a 18 évesnél fiatalabb, 7,7% 18 és 24 év közötti, 33,4%-uk 25 és 44 év közötti, 28%-uk 45 és 64 év közötti, 11,3%-uk pedig 65 éves vagy idősebb. A medián életkor 38 év volt. Minden 100 nőre 97,5 férfi jut; a 18 évnél idősebb nőknél ez az arány 96,3.
A háztartások medián bevétele 56 286 amerikai dollár, ez az érték családoknál $82 928. A férfiak medián keresete $53 641, míg a nőké $41 169. Az egy főre jutó bevétel (PCI) $39 055. A családok 2%-a, a teljes népesség 4,7%-a élt létminimum alatt; a 18 év alattiaknál ez a szám 2%, a 65 évnél idősebbeknél pedig 7,5%.

## Fordítás
Ez a szócikk részben vagy egészben  a   West Haven-Sylvan, Oregon című angol Wikipédia-szócikk ezen változatának fordításán alapul.  Az eredeti cikk szerkesztőit annak laptörténete sorolja fel. Ez a jelzés csupán a megfogalmazás eredetét és a szerzői jogokat jelzi, nem szolgál a cikkben szereplő információk forrásmegjelöléseként.